# كريستينا كروث مينجيث
كريستينا كروث مينجيث هي ممثلة إسبانية وُلِدت عام 1983. يُعد دورها الأكثر شهرة ذلك الذي قدّمته في المسلسل الإسباني الشهير للأطفال ثيليا ، حيث جسّدت شخصية البطلة التي تحمل الاسم نفسه. عُرض المسلسل لأول مرة في 5 يناير 1993 على قناة التلفزيون الإسباني، ونالت عن هذا الدور جائزة تي بي دي أورو.
فيما بعد، وفي عام 1998، شاركت في فيلم الجد، المقتبس من الرواية التي تحمل الاسم نفسه للكاتب بينيتو بيريث جالدوس، والذي أخرجه خوسيه لويس جارثي، وذلك بعد سنوات من الغياب عن الساحة التمثيلية.